# لي كيندال
لي كيندال (بالإنجليزية: Lee Kendall)‏ (8 يناير 1981 بكارديف في المملكة المتحدة - ) هو لاعب كرة قدم بريطاني في مركز حراسة المرمى. لعب مع شروزبري تاون وكارديف سيتي ونادي باري تاون يونايتد ونادي بريستاتين تاون ونادي ريل ونادي نيث وPort Talbot Town F.C. ‏ وهافرفوردويست ‏.